# إيجيل مالمستين
إيجيل مالمستين هو رسام وفنان جرافيك وكاتب سويدي، ولد في 16 نوفمبر 1921 وتوفي في 15 نوفمبر 2016، وهو ابن الفنان كارل مالمستين.